# Questrade
 (janvier 2021).
Questrade est une société de courtage en ligne et une société de gestion de patrimoine basée au Canada . C'est le plus grand courtier à escompte au Canada.

## Produits et services
L'entreprise a été créée par Edward Kholodenko avec trois associés et lancée en 1999. En décembre 2019, Questrade a demandé une licence bancaire, indiquant son intention de proposer des services bancaires. Questrade gère plus de 9 milliards de dollars en avril 2020. Questrade offre aussi des robot-conseil investissant dans des portefeuilles basés sur des FNB.